# VB-13 Tarzon
VB-13 Tarzon (ASM-A-1) – amerykańska bomba kierowana z okresu II wojny światowej, będąca najcięższą bombą tego typu użytą bojowo w XX wieku.
Przed planowaną inwazją na Wyspy Japońskie USA nabyło w Wielkiej Brytanii licencję na produkcję bomby burzącej Tallboy wagomiaru 12 000 funtów. Po rozpoczęciu produkcji okazało się jednak, że rozrzut bomb zrzucanych z bombowca Boeing B-29 Superfortress jest na tyle duży, że skuteczne rażenie japońskich fortyfikacji może okazać się niemożliwe. Dlatego podjęto decyzje o opracowaniu bomby kierowanej na podstawie bomby Tallboy. Konstruktorzy zastosowali w tym celu zmodyfikowany system naprowadzania z bomb VB-3/VB-4 Razon, zbliżony do tych bomb był także układ aerodynamiczny. Do centralnej części korpusu Tallboya przymocowano pierścieniowy statecznik, a do ogona kontener AN/URW-2 mieszczący aparaturę sterującą i lampę ułatwiającą śledzenie spadającej bomby. Do zasobnika z elektroniką przymocowany był skrzynkowy statecznik ze sterami. Sposób użycia bomby był podobny do innych bomb kierowanych skonstruowanych w tym czasie. Po wstępnym wycelowaniu bomby przy pomocy celownika bombardierskiego bombardier śledził spadającą bombę i ręcznie starał się korygować jej tor lotu przy pomocy aparatury AN/ARW-38 (w przypadku bomb Razon z reguły uzyskiwano trafienie w krąg o średnicy 6 metrów). W trakcie ataku samolot nie mógł manewrować i od momentu zrzutu do chwili trafienia musiał lecieć prostoliniowo co zwiększało ryzyko zestrzelenia.
Do przenoszenia VB-13 przystosowano trzy samoloty Boeing B-29 Superfortress, ale ostatecznie nie zastosowano ich przeciwko Japonii. Po wybuchu wojny koreańskiej samoloty te zostały przydzielone do 19 Bomber Group. Od 1950 atakowały one bombami VB-13 wybrane cele. Ostatnia bomba tego typu została zrzucona w czasie nalotu na most w Sinŭiju w marcu 1951.
Do roku 2002, w którym skonstruowano bombę GBU-43/B MOAB, VB-13 był najcięższą bombą kierowaną. 